# Schwaigholzen
Schwaigholzen ist die Wüstung eines Orts der damaligen Gemeinde Aunkofen.
Die Einöde Schwaigholzen lag gut einen Kilometer südwestlich des Ortszentrums von Abensberg an der Straße von Abensberg nach Altdürrenbuch, der heutigen Staatsstraße 2144. Die Wüstung Schwaigholzen ist ein gelistetes Bodendenkmal.

## Geschichte
Die Einöde Schwaigholzen gehörte zur Gemeinde Aunkofen und hatte in den Jahren 1871 und 1875 keine Einwohner. Im Amtlichen Ortsverzeichnis von 1888 wird der Ort bereits nicht mehr aufgeführt. Der Name ist als Flurname erhalten.